# Je n'ai d'yeux que pour toi
Pour la chanson, voir I Only Have Eyes for You (chanson).
 (janvier 2017).
Si vous disposez d'ouvrages ou d'articles de référence ou si vous connaissez des sites web de qualité traitant du thème abordé ici, merci de compléter l'article en donnant les références utiles à sa vérifiabilité et en les liant à la section « Notes et références ».
Pour plus de détails, voir Fiche technique et Distribution.
Je n'ai d'yeux que pour toi (I Only Have Eyes for You) est un cartoon Merrie Melodies réalisé par Tex Avery en 1937.